# Bassac (Francja)
Bassac – miejscowość i gmina we Francji, w regionie Nowa Akwitania, w departamencie Charente.
Według danych na rok 1990 gminę zamieszkiwały 464 osoby, a gęstość zaludnienia wynosiła 61 osób/km² (wśród 1467 gmin regionu Poitou-Charentes Bassac plasuje się na 578. miejscu pod względem liczby ludności, natomiast pod względem powierzchni na miejscu 961.).
Atrakcją turystyczną miejscowości jest zabytkowe opactwo Saint-Étienne de Bassac.